# طلاء الروبوت

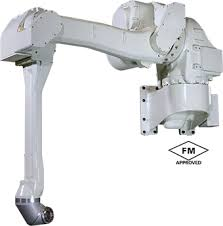
كج 314

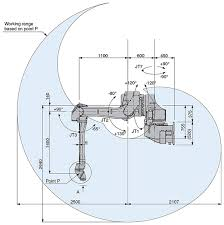
KJ 314 مغلف العمل

إن روبوتات الطلاء الصناعية قد استخدمت لعقود في تطبيقات طلاء السيارات. ثم توسعت استخداماتها على مواد أخرى قد تتواجد في حياتنا اليومية.
كانت روبوتات الطلاء المبكرة إصدارات هيدروليكية - وهي قيد الاستخدام اليوم ولكنها ذات جودة وسلامة أقل - من أحدث العروض الإلكترونية. وأحدث الروبوتات دقيقة وتوفر نتائج مع تركيباته لفيلم موحد وسمك دقيق.
في الأصل كانت روبوتات الطلاء الصناعية كبيرة ومكلفة، ولكن أسعار الروبوتات وصلت إلى درجة أن الصناعة العامة يمكنها الآن تتحمل نفس المستوى من الأتمتة المستخدمة من قبل الشركات المصنعة للسيارات الكبيرة.
يتنوع اختيار روبوت الطلاء الحديث في الحجم والحمولة بشكل أكبر للسماح بالعديد من الإعدادات لعناصر الطلاء من جميع الأحجام والأنواع.
تتمتع روبوتات الطلاء عمومًا بحركة خمسة أو ستة محاور، ثلاثة لحركات القاعدة وما يصل إلى ثلاثة لتوجيه قضيب. يمكن استخدام هذه الروبوتات في أي بيئة من مخاطر الانفجار 1 من الدرجة الأولى.

## الاستخدامات

### صناعة السيارات
يتم استخدام روبوتات الطلاء من قبل الشركات المصنعة للسيارات للقيام بتفصيل العمل على سياراتهم بطريقة متسقة ومنهجية. صممت بعض هذه الروبوتات بذراع آلي يتحرك رأسيًا وأفقيًا، لتوزيع الطلاء على جميع أجزاء السيارة. تشتمل براءة الاختراع الممنوحة لشركة Mazda Motor Corporation في عام 1985 أيضًا على معالج باب (يد ميكانيكية صغيرة) يمكنه فتح وإغلاق الأبواب على السيارة وطلاء المقصورة الداخلية. [صورة المخططات]
تستمر شركات مثل FANUC في إنتاج ضخم للروبوتات الطلاء الصناعي والتي يتم بيعها بعد ذلك إلى الشركات الأخرى المصنعة للاستخدام. وفقًا لموقع FANUC على الويب، فإن هذه الروبوتات مفيدة في الحد من الخاطر السلامة مثل الطلاء السام والتقليل من استهلاك المواد من خلال التطبيق المتسق وزيادة الإنتاج.

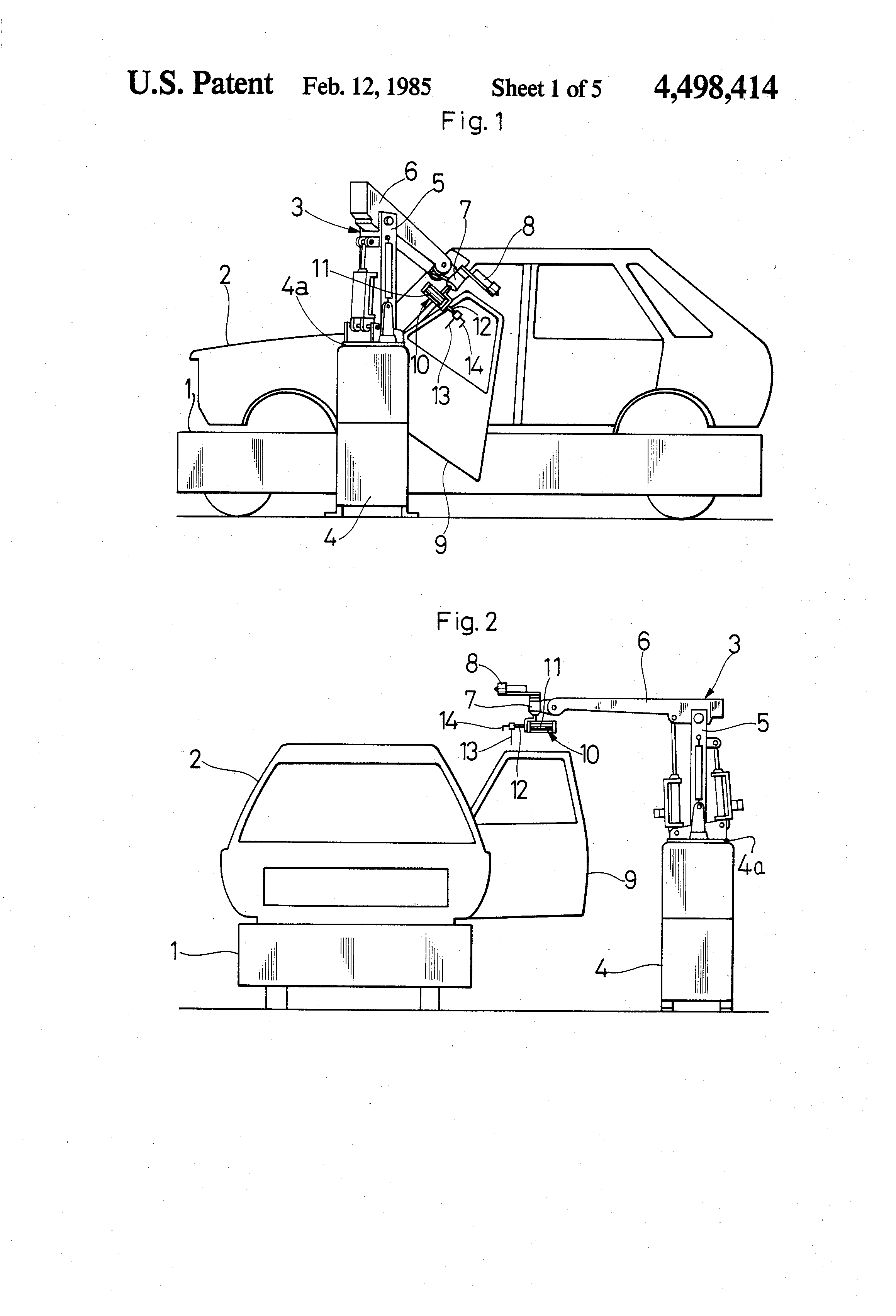
المخططات للروبوت طلاء جسم السيارة.

## مستقبل
هناك العديد من الأفكار التي توصل إليها الناس لزيادة وجود روبوتات الرسم في مختلف الصناعات. هذه الفكرة تأتي من أساتذة التكنولوجيا. روبوت طلاء الجدار الداخلي. يهدف التصميم إلى جعل الروبوتات «قائمة على الأسطوانة» بحيث يمكنها التحرك بحرية على طول الجدران وتطبيق الطلاء عليها. والهدف من هذا هو إبعاد الناس من الطلاء الداخلي السام وتقليل مقدار الوقت الذي يستغرقه في إنهاء الجدران. وفقًا للمصممين، يمكن صنع الروبوت بطريقة رخيصة لجعله متاحًا تجاريًا.
Cloud Painter هي شركة تصمم الروبوتات، التي تأخذ على روبوتات الطلاء وتحوله من يملئ اللون ببساطة إلى روبوت لديه «إبداع حسابي»، ويمكنه رسم تصميمات أكثر تفصيلاً وأصليًا. يحتوي الروبوت على رأس دهان مطبوع ثلاثي الأبعاد مع أذرع روبوتية متعددة ومبرمجة بالذكاء الاصطناعي والتعلم العميق.
[تضمين صورة لهذه الفقرة] إن روبوت الرسم الذي صممه Shunsuke Kudoh مجهز بأيدٍ ذات أصابع ورؤية مجسمة. وهي قادرة على النظر إلى شيء ما (بعين كاميرا رقمية)، ثم استخدام أصابعها، لإلتقاط الفرشاة ونسخ الصورة أو المجسم على قماش. وان الروبوت صغير نسبيًا ويمكنه رسم أشياء صغيرة، مثل تفاحة.
وهناك تصميمات أخرى لطلاء الروبوتات خارجة عن صناعة السيارات وتتركز على صنع الأعمال الفنية. تمكن أحد روبوتات اللوحة من نسخ النمط وحتى ضربات الفرشاة في إسلوب Rembrandt ، وإنشاء صور أصلية باستخدام هذا النمط.

## التاريخ
كانت روبوتات الرسم موجودة منذ عام 1985 على الأقل. تم العثور على الاستخدام الرئيسي لهذه الروبوتات في صناعة السيارات، ولكن تم توسيع مفهوم ما يمكن للروبوت اللوحة من قبل العديد من الناس.
تم إنشاء الروبوتات الصناعية، تتضمن روبوتات الطلاء، لإبعاد الناس عن الوظائف «الخطرة» وزيادة الإنتاجية. منذ إنشائها، تعمل الروبوتات جنبًا إلى جنب مع الأشخاص في شركات التصنيع (Hinds ، 2008).
في السنوات الأخيرة، تطور روبوت اطلاء للاستخدام الصناعي الماضي. أخذ العديد من المخترعين فكرة إنشاء روبوتات يمكنها إنشاء الأعمال الفنية، بدلاً من الطلاء بلون خالص أو موحد. إلى جانب جعلها أكثر إبداعًا، بحث الآخرون عن طرق لجعل الروبوتات ميسورة التكلفة ويمكن الوصول إليها للاستخدام في الأماكن للهدف التجاري مثل طلاء الجدران الداخلية.